# Фостаматиниб
Фостаматиниб (R-788, NSC-745942, R-935788) — пероральный лекарственный препарат для лечения иммунной тромбоцитопении, селективный низкомолекулярный ингибитор киназы Syk. Препарат представляет собой пролекарство таматиниба (R-406).

## История
Фостаматиниб получен специалистами фармацевтической компании Rigel pharmaceuticals. Препарат изучался у пациентов с ревматоидным артритом, иммунной тромбоцитопенией и лимфомами. В исследовании II фазы у пациентов с ревматоидным артритом, не реагирующих на стандартную биологическую терапию, активность препарата оказалась невысокой. При этом в случаях с выраженным воспалением и высоким уровнем C-реактивного белка объективный ответ был лучше и частота полных ремиссий была выше в группе фостаматиниба (42%) по сравнению с плацебо (26%).
4 июня 2013 г компания AstraZeneca прекратила соглашение с Rigel Pharmaceuticals по совместному продвижению препарата для лечения ревматоидного артрита.
В 2018 г фостаматиниб получил одобрение FDA для медицинского применения у пациентов с резистентной иммунной тромбоцитопенией (ИТП).
Обнаружено что фостаматиниб может помочь в лечении SARS-CoV-2, снижая риск возникновения тромбов, приводящих к появлению проблем с работой сердца и сосудов, блокируя механизм активацию тромбоцитов путем ингибирования тирозинкиназы SYK